# Ейпарноме
Ейпарноме (*VI ст.) — цар держави Нобатія.

## Життєпис
Насамперед відомий написом з м. Дендура. Його складено коптською мовою. Йдеться про перетворення тамтешнього поганського храму на православну церкву. Стосовно дати заснування точаться суперечки, називають 559 або 574 роки. Це найдавніші письмові свідчення про християнську церкву в Нубії.
543 року, ймовірно, прийняв ченця Юліана, який запровадив християнський культ. Ця дата вважається днем прийняття Нобатією християнства. До 549 році в регіоні створено духовенство й почали проводити літургії, але в монофізитському дусі.
Висловлюється думка, що цього царя згадує Святий Лонгин, єпископ Нубії з 565 року, під ім'ям Орфіуло або Аварфілуа. Втім можливо тут йдеться про батька Ейпарноме. В будь-якому разі він сприяв поширенню християнства, яке остаточно закріпилося в Нобатії. У 569—575 роках тут активно діяв Лонгин.
Можливо Ейпарноме загинув під час війни з Візантією внаслідок походу Аристомаха, яка відправив імператор Маврикій. Відомо, що тоді було підкорено Нобатію владі візантійців.